# 양소 (원덕태자)
양소(楊昭, 584년 2월 21일(음력 1월 5일) ~ 606년 8월 30일(음력 7월 22일))은 중국 수나라의 제2대 황제 수 양제의 장남이며, 수 공제 양유(楊侑)의 부친이다. 모친은 양민황후 소씨이다.

## 생애
600년, 아버지 양광이 백부 양용을 내쫓고 황태자가 되자 황태손에 책봉되었으며, 4년 뒤인 604년에 아버지가 할아버지인 황제 수 문제 양견을 죽이고 황제에 오르자, 황태자에 책봉되었다.
2년 뒤인, 606년에 양광이 개국공신이자 자신이 제위에 오르는 데 결정적인 역할을 한 상서령 양소(楊素)에게 좋은 술이라며 독약을 권하자, 그것을 알아챈 상서령 양소는 오히려 이런 술은 황태자 전하께 먼저 드려야 한다며, 그 잔을 태자 양소에게 건넸다. 그것을 받아마신 황태자 양소는 몇 분 뒤, 훙서하였다.
훙서한 뒤, 원덕태자(元德太子)로 추존되었으며 후에, 아들인 양유가 황제에 즉위하자 세종(世宗) 효성황제(孝成皇帝)에 추존되었다.

## 가계

### 후비
| 봉호(시호)          | 별칭                                  | 이름(성씨) | 생몰년도 | 비고  |
| ------------------- | ------------------------------------- | ---------- | -------- | ----- |
| 하남왕비 (河南王妃) | 황태자비(皇太子妃)                    | 최씨(崔氏) |          | [ 1 ] |
| 황태자비 (皇太子妃) | 황태후(皇太后)                        | 위씨(韋氏) |          |       |
| 양제(良娣)          | 대양제(大良娣)                        | 유씨(劉氏) |          |       |
| 양제(良娣)          | 소양제(小良娣) 성감황태후(聖感皇太后) | 유씨(劉氏) |          |       |

### 황자
| - | 봉호       | 시호 | 이름       | 생몰년도      | 생모          | 자식 | 별칭  | 비고                   |
| - | ---------- | ---- | ---------- | ------------- | ------------- | ---- | ----- | ---------------------- |
| 1 | 연왕(燕王) |      | 양담(楊倓) | 603년 ~ 618년 | 대양제 유씨   |      |       |                        |
| 2 | 월왕(越王) |      | 양동(楊侗) | 604년 ~ 619년 | 소양제 유씨   |      | [ 2 ] | 비정통 황제.           |
| 3 | 대왕(代王) |      | 양유(楊侑) | 605년 ~ 619년 | 황태자비 위씨 |      | [ 3 ] | 제3대 황제 공제(恭帝). |